# Griseotyrannus
Genre
Griseotyrannus est un genre d'oiseaux de la famille des Tyrannidae.

## Liste des espèces
Selon la classification de référence du Congrès ornithologique international (version 6.4, 2016) :
- Griseotyrannus aurantioatrocristatus – Tyran oriflamme (d'Orbigny & Lafresnaye, 1837)
  - Griseotyrannus aurantioatrocristatus pallidiventris (Hellmayr, 1929)
  - Griseotyrannus aurantioatrocristatus aurantioatrocristatus (d'Orbigny & Lafresnaye, 1837)